# Boloria alberta
Espèce
Boloria alberta est une espèce de lépidoptères (papillons) de la sous-famille des Heliconiinae (famille des Nymphalidae).

## Dénomination
L'espèce Boloria alberta a été décrite en 1890 par William Henry Edwards sous le protonyme Argynnis alberta.
Synonymes :
- Argynnis alberta Edwards, 1890
- Clossiana alberta (Edwards, 1890)[1].

### Noms vernaculaires
Boloria alberta se nomme en anglais Alberta Fritillary ou Alberta Alpine Fritillary.

## Description
C'est un papillon au dessus d'un orange jaunâtre assez terne orné de dessins de couleur marron.
Le revers, plus clair, possède une ornementation semblable.

## Biologie

### Période de vol et hivernation
Il hiverne à l'état de chenille les deux années consécutives nécessaires à son développement
Il vole en une génération sur une courte période en juillet août, en plus grand nombre les années paires,.

### Plantes hôtes
Ses plantes hôtes sont Dryas octopetala, Dryas octopetala, Dryas integrifolia.

## Écologie et distribution
Boloria alberta est présent en Asie dans la péninsule tchouktche et dans le Nord-Ouest de l'Amérique du Nord, en Colombie-Britannique, Alberta, dans l'État de Washington et au Montana
,.

### Biotope
C'est un papillon des zones d'éboulis en altitude dans la montagne.

### Protection
Pas de statut de protection particulier.